# Дунай (приток Нырзы)
Дунай — река в Пинежском районе Архангельской области, левый приток реки Нырза (бассейн Пинеги и Северной Двины).
Дунай течёт с юга на север. Длина реки — 45 км. Река замерзает в конце октября — ноябре, вскрывается в конце апреля — мае. Питание смешанное, с преобладанием снегового.

## Топографические карты
- Лист карты P-38-016-C,D — ФГУП «ГОСГИСЦЕНТР»
- Лист карты P-38-15,16 устье р. Шотогорка. Масштаб: 1 : 100 000. Состояние местности на 1984 год. Издание 1988 г. (Устье реки Шотогорка)
- Лист карты P-38-27,28 р  Кисема. Масштаб: 1 : 100 000. Состояние местности на 1983 год. Издание 1988 г. (Река Кисема)